# Haworthia serrata
Haworthia serrata ist eine Pflanzenart der Gattung Haworthia in der Unterfamilie der Affodillgewächse (Asphodeloideae). Das Artepitheton serrata stammt aus dem Lateinischen, bedeutet ‚gesägt‘ und verweist auf die Dornen an den Blatträndern.

## Beschreibung
Haworthia serrata wächst stammlos und nur selten sprossend. Die 20 bis 30 schmalen, zugespitzten Laubblätter bilden eine Rosette mit einem Durchmesser von bis zu 7 Zentimetern. Die leuchtend gelblichgrüne Blattspreite ist 6 Zentimeter lang und 1 Zentimeter breit. Auf der Blattoberseite befinden sich durchscheinende Linien. Der Blattrand und der Blattkiel sind bedornt.
Der kräftige Blütenstand erreicht eine Länge von bis zu 40 Zentimeter und besteht aus 20 bis 30 Blüten. Die weißen Blüten besitzen eine grüne Nervatur.

## Systematik und Verbreitung
Haworthia serrata ist in der südafrikanischen Provinz Westkap bei Heidelberg verbreitet.
Die Erstbeschreibung durch Martin Bruce Bayer wurde 1973 veröffentlicht.
Ein nomenklatorisches Synonym ist Haworthia chloracantha var. serrata (M.B.Bayer) Halda (1997).

## Nachweise